# The Drift
The Drift es el decimotercer álbum de estudio del cantante y compositor británico-estadounidense Scott Walker, publicado el 8 de mayo de 2006 por el sello discográfico 4AD. Está considerado una de las obras más complejas y vanguardistas del autor.

## Producción y contexto
Al margen de su banda sonora para el filme de Leos Carax Pola X (1999), The Drift fue el tercer trabajo en solitario de Scott Walker tras la disolución de The Walker Brothers, rompiendo así un periodo de silencio de once años sin publicar un álbum de material íntegramente original. Precedido por Tilt (1995) y seguido por Bish Bosch (2012), estos tres álbumes han sido valorados por la crítica especializada como una trilogía de obras vanguardistas.
Las sesiones de grabación de The Drift duraron en torno a 17 meses en Metropolis Studios, y fueron completadas con la intervención de una orquesta en AIR Studios. Ambos estudios están ubicados en Londres (Chiswick y Hampstead, respectivamente). El diseño artístico del álbum corrió a cargo de Vaughan Oliver.
El proceso de creación musical de este LP fue objeto de un registro audiovisual que pasó a formar parte del metraje del documental Scott Walker: 30 Century Man (2006), de Stephen Kijak.

## Estilo compositivo y letras
Con The Drift Walker se alejó definitivamente de las estructuras cerradas de la canción popular, una evolución que se insinuaba en Climate of Hunter y se hacía más explícita en Tilt. Las composiciones carecen de un bucle simétrico de estrofas y estribillo, sino que se despliegan mediante «bloques de sonido»  o secciones de desarrollo impredecible, cuyo efecto en el oyente es comparable a «estar perdido en una tormenta», en palabras de Mariana Enríquez. La textura sonora del álbum ha sido descrita como «densa, aterradora y disonante», pues oscila entre el silencio, la melodía y la cacofonía con una combinación de timbres acústicos, masas orquestales y sonidos electrónicos que genera «una brutal colisión entre lo familiar y lo extraño».
En el aspecto vocal, el álbum mantiene la característica voz de Scott Walker como barítono aunque acentuando una elevación casi operística, adaptando su fraseo a las exigencias de unas melodías dilatadas e inquietantes. En cuanto a las letras, como señala Tim Kinsella en una reseña para Chicago Reader, su «violenta y onírica lógica» encaja con la estética “fracturada” y “cubista” de la música. Por ejemplo, la pieza ‘Clara’ describe la ejecución de Benito Mussolini y Clara Petacci al ritmo de un martilleo sincopado y asimétrico; para lograrlo, Walker pidió al percusionista Ali Malloy que golpeara con sus puños un costillar de cerdo. En ‘Jesse’ los acordes iniciales reproducen de manera lenta y errática el riff de ‘Jailhouse Rock’, mientras que la letra desarrolla un monólogo interior de Elvis Presley, a modo de premonición de la destrucción de las Torres Gemelas. La canción ‘Buzzers’ comienza con un sample de radio con la frase «Milosevic couldn't care less if Bosnia was recognized» («A Milošević le daba igual que Bosnia fuera reconocida»), en alusión a la guerra de los Balcanes, seguida por una descripción de la evolución dirigida por eugenesia de los caballos a lo largo de la historia; la yuxtaposición de ambas ideas, aparentemente arbitraria, sugiere las ideas racistas que subyacen a la limpieza étnica llevada a cabo en dicho conflicto.
A propósito de las letras de este disco, Scott Walker declaró en una entrevista de 2006 que estaban inspiradas por pesadillas recurrentes. Brian Eno afirmó que, al margen de su indiscutible altura como creador musical, los textos de The Drift deberían hacerle merecedor de reconocimiento como «uno de nuestros grandes poetas».

## Recepción
The Drift tuvo una acogida casi unánimemente elogiosa por parte de la crítica especializada. Metacritic, una web especializada en recopilar y categorizar reseñas, le otorga una puntuación de 85 sobre 100 basada en 30 publicaciones, lo que supone alcanzar el rango de «aclamación universal» según los criterios de dicha página.
Fue seleccionado entre los diez mejores discos de 2006 según publicaciones como The Wire, Obscure Sound o Pitchfork.
En junio de 2006, un mes después de la publicación de The Drift, la revista Mojo premió a Scott Walker con el MOJO Icon Award por el conjunto de su carrera discográfica.

## Lista de canciones
Todas las canciones escritas y compuestas por Scott Walker, excepto "Psoriatic" (Scott Walker/Bob Carleton). 
| N.º | Título             | Duración |  |
| 1.  | «Cossacks Are»     | 4:32     |  |
| 2.  | «Clara»            | 12:43    |  |
| 3.  | «Jesse»            | 6:28     |  |
| 4.  | «Jolson and Jones» | 7:45     |  |
| 5.  | «Cue»              | 10:27    |  |
| 6.  | «Hand Me Ups»      | 5:49     |  |
| 7.  | «Buzzers»          | 6:39     |  |
| 8.  | «Psoriatic»        | 5:51     |  |
| 9.  | «The Escape»       | 5:18     |  |
| 10. | «A Lover Loves»    | 3:11     |  |